# هایالیا (فلوریدا)
هیالیا (به انگلیسی: Hialeah) شهری در شهرستان میامی-دید ایالت فلوریدا است که در سال ۱۹۲۵ بنیان‌گذاری شده‌است. این شهر طبق سرشماری سال ۲۰۱۰ میلادی، ۲۲۵٬۴۶۱ نفر جمعیت داشته و مساحت آن نیز ۵۱٫۵ کیلومتر مربع است.